# Rhododendron facium
Rhododendron facium är en ljungväxtart som beskrevs av D.F. Chamberlain. Rhododendron facium ingår i släktet rododendron, och familjen ljungväxter. Inga underarter finns listade i Catalogue of Life.